# Zbigniew Cieślar
Zbigniew Cieślar (ur. 4 listopada 1971, zm. 11 listopada 2022) – polski kierowca i pilot rajdowy, dwukrotny rajdowy mistrz Polski. Ojciec skoczkini narciarskiej Pauliny Cieślar, w młodości także skoczek.
Jako kierowca i pilot brał udział m.in. w mistrzostwach Polski, Rajdowych Mistrzostwach Świata, Rajdowych Mistrzostwach Europy. 
W trakcie swojej kariery zdobył dwukrotnie tytuł Rajdowego Samochodowego Mistrza Polski: w 2008 roku w klasie A-7 i w 2021 roku w klasie 3. Na koncie ma 31 startów jako kierowca i 149 jako pilot. Od 2021 zmagał się z nowotworem kręgosłupa, żeber i miednicy. Pod koniec września 2022 roku w Alei Gwiazd Sportu na wiślańskim rynku odsłonięto tablicę Zbigniewa Cieślara. Został pochowany 15 listopada 2022 na cmentarzu komunalnym przy ul. Ochorowicza w Wiśle. 